# Közép-bánsági körzet
A Közép-bánsági körzet (szerbül Средњoбанатски округ / Srednjobanatski okrug) közigazgatási egység Szerbiában, a Vajdaságban, a Bánságban. Székhelye Nagybecskerek.

## Községek (járások)
| Név                     | Szerb név          | Terület (km²) | Népesség (fő, 2011) | Települések száma | Települések száma | Települések száma |
| Név                     | Szerb név          | Terület (km²) | Népesség (fő, 2011) | Város             | Falu              | Összesen          |
| ----------------------- | ------------------ | ------------- | ------------------- | ----------------- | ----------------- | ----------------- |
| Bégaszentgyörgy község  | Opština Žitište    | 525           | 16 841              | 1                 | 11                | 12                |
| Magyarcsernye község    | Opština Nova Crnja | 273           | 10 272              | 0                 | 6                 | 6                 |
| Nagybecskerek község    | Opština Zrenjanin  | 1324          | 123 362             | 1                 | 21                | 22                |
| Torontálszécsány község | Opština Sečanj     | 523           | 13 267              | 0                 | 11                | 11                |
| Törökbecse község       | Opština Novi Bečej | 609           | 23 925              | 1                 | 3                 | 4                 |
| Összesen                | Összesen           | 3254          | 187 667             | 3                 | 52                | 55                |

## Nemzetiségek

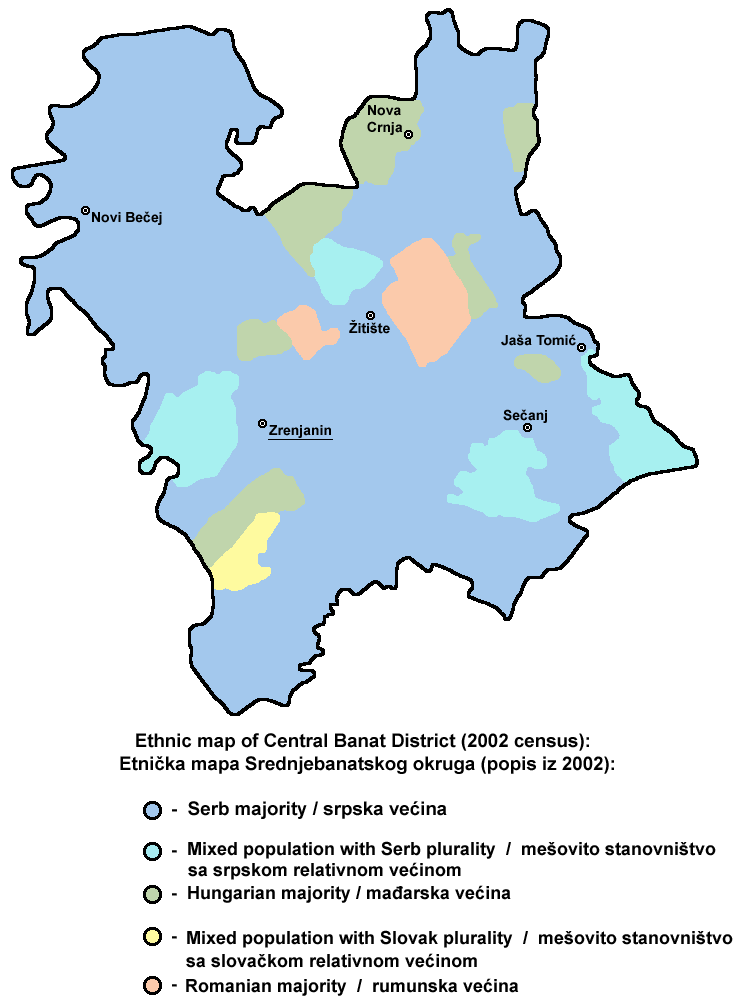
A Közép-bánsági körzet etnikai térképe (2002)

A Közép-bánsági körzet etnikai összetétele  2002-es népszámlálás adatai szerint[forrás?]:
- szerbek 150 794 (72,33%)
- magyarok 27 842 (13,35%)
- cigányok 5682 (2,72%)
- románok 5156 (2,47%)
- jugoszlávok 3759 (1,8%)
- szlovákok 2495 (1,19%)
- egyebek

## Külső hivatkozások
- Honlap (szerbül)
- A Szerb Köztársaság Statisztikai Hivatala